# Actea pseudena
Actea pseudena är en fjärilsart som beskrevs av Jean Baptiste Boisduval 1870. Actea pseudena ingår i släktet Actea och familjen tandspinnare. Inga underarter finns listade i Catalogue of Life.